# South Kilworth
South Kilworth – wieś w Anglii, w hrabstwie Leicestershire, w dystrykcie Harborough. Leży 23 km na południe od miasta Leicester i 123 km na północny zachód od Londynu. W 2001 miejscowość liczyła 430 mieszkańców.